# Antoine de Schaumbourg (1549-1599)
Antoine de Schaumbourg (né le  8 mars 1549 et mort le 21 janvier 1599) fut évêque élu de Minden de 1587 à 1599

## Famille
Antoine est le plus jeune des fils d'Otto IV de Schaumbourg, né de son premier mariage avec  Marie de Poméranie  (née en 1527 - † 1554), une fille de Barnim IX, le duc de Poméranie-Stettin. Son frère aîné Hermann est évêque de Minden de 1567 à 1582. Son homonyme Antoine de Holstein-Schaumbourg, archevêque de Cologne est leur oncle paternel.

## Éducation et jeunesses
Bien que le père d'Antoine ait introduit la Réforme dans son domaine dès 1559, il envoie deux de ses fils pour être éduquer par des prêtres catholiques. Antoine de Schaumbourg et son frère aîné Hermann sont élevés à Ingolstadt par les Jésuites. Encore enfant, il reçoit un bénéfice en tant que chanoine de la cathédrale de Cologne, où il devient diacre en 1577. Dans le même temps, il est aussi nommé prévôt à Hildesheim.

## Évêque de Minden
Après une vacance de deux ans, Antoine est nommé évêque le 11 septembre 1587 et demeure jusqu'à sa mort comme prince-évêque de la principauté épiscopale de Minden. Ses prédécesseurs de la maison de Brunswick-Lunebourg avaient favorisé l'enseignement de la propagation de la doctrine de Martin Luther dans le diocèse. Antoine est considéré comme un adversaire de la Réforme. Pendant l'épiscopat d'Antoine la plus grande partie du chapitre de chanoines de la cathédrale de Minden inclinait vers le protestantisme ce qui occasionne de fréquents conflits entre Antoine et le chapitre de la cathédrale, il ne peut toutefois pas arrêter l'avance de la Réforme dans son diocèse. Au contraire, en 1597, Christian de Brunswick-Lüneburg, de tendance protestante, lui est adjoint comme coadjuteur et devient lui-même évêque de Minden après la mort d'Anton.